# Hekatonkheirek
A hekatonkheirek (százkarúak: hekaton = száz és kheir = kar) a görög mitológiában három, az Ég és Föld, tehát Gaia és Uranosz nászából született testvér: Kottosz, Briareósz és Gügész. Ötven fejük és (a megnevezésüknek megfelelően) száz karjuk volt, ami a küklópszoknál is rémisztőbbekké és erősebbekké tette őket. Mivel Uranosz túlságosan visszataszítónak találta e hatalmas teremtményeket, a Tartaroszba vetette őket, ahonnan a titánok szabadították ki őket anyjuk buzdítására. Később két hekatonkheir – Kottosz és Briareósz – az olümposziak ellen fordult, hogy elfoglalják a szent hegyet, és ők váljanak az emberek és istenek uraivá. Zeusz villámaival hiúsította meg tervüket, majd büntetésül ő is a Tartaroszba vetette őket, az ártatlannak bizonyult Gügész pedig testvéreinek őre lett.